# Henrik Bernard Oldenland

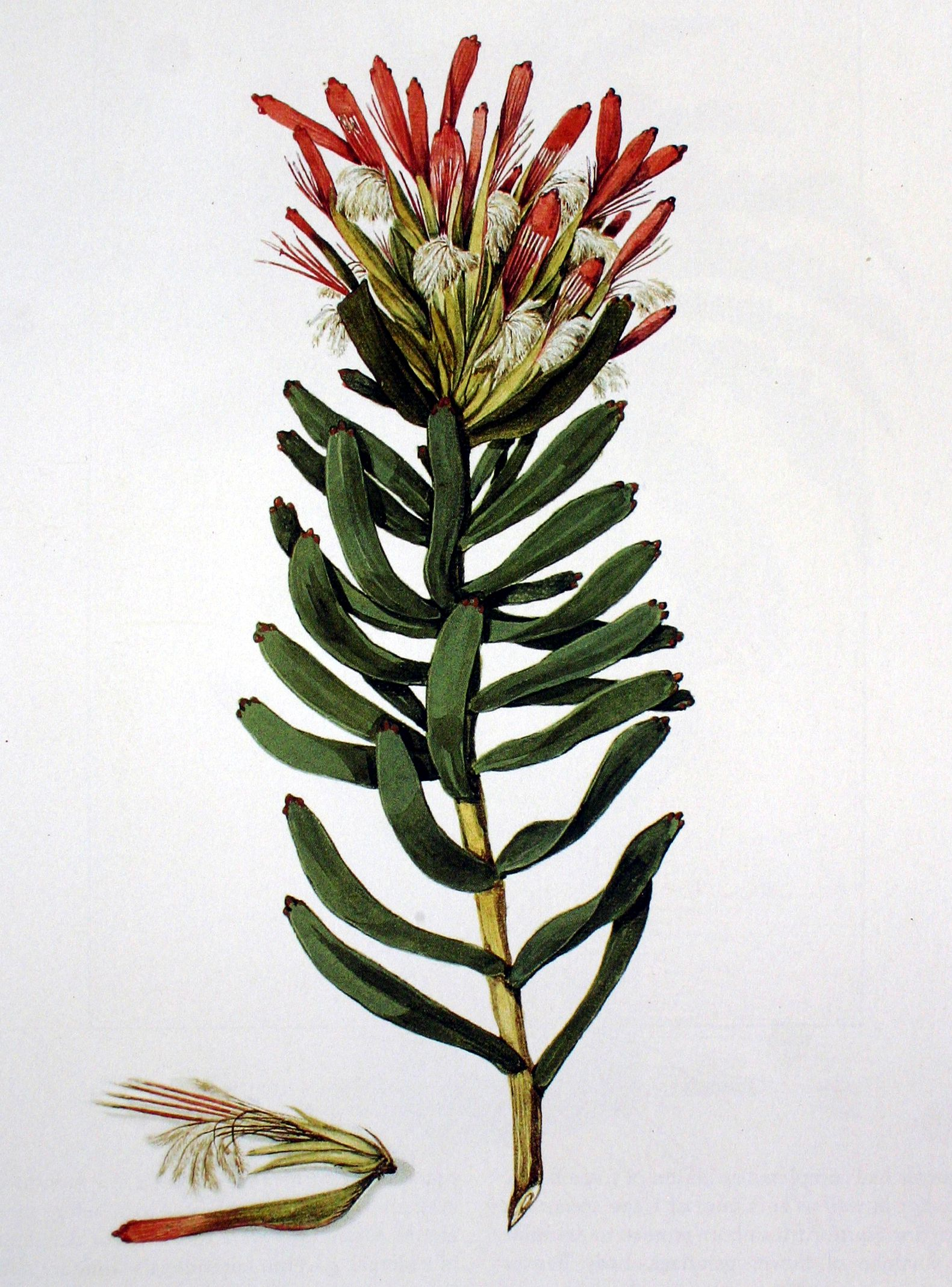
Mimetes cucullatus
atribuida a Henrik Oldenland

Henrik Bernard Oldenland o Heinrich Bernhard Oldenland (c.1663–c.1697) fue un médico, botánico, pintor y agrimensor sudafricano nacido en Alemania.

## Biografría
Henrik nació en Lübeck, un hijo de Hans Oldenland y Anna Margaretha Nagel. Se matriculó en la Universidad de Leiden en mayo de 1686, y estudió medicina y botánica por tres años, bajo la influencia de Paul Hermann que inspiró su interés por la botánica. Llegó a la Colonia del Cabo en 1688 en el servicio de la Compañía Neerlandesa de las Indias Orientales, y se unió a la expedición de Isaq Schrijver desde el 4 de enero al 10 de abril de 1689. Su ruta fue desde Ciudad del Cabo a través de las actuales ciudades de Caledon, Swellendam, Riversdale, sobre Attaquasberg hacia el este hasta las cercanías de Uniondale, a Willowmore, y finalmente a unos 30 km al noroeste de Aberdeen. Esta fue la primera expedición del Cabo de penetrar en el interior, dejando al descubierto un gran número de plantas nuevas e interesantes. Algunos de ellas, como el Aloe humilis, lo encontraron en su camino de regreso al Jardín Company en Ciudad del Cabo.
En 1690 Heeren XVII recomienda que Simon van der Stel emplee a Oldenland para recoger y cultivar hierbas medicinales porque era un muy buen botánico que había estudiado medicina con gran éxito. En la misma carta se sugirió que Jan Hartog fuera nombrado en una capacidad similar. Como resultado Oldenland se le dio la posición de maestro jardinero y agrimensor para el Gobierno en 1693, y Hartog iba a ser su ayudante. A partir de entonces y tenía un ingreso asegurado, Oldenland podía casarse con Margaretha Hendrina van Otteren, viuda del excontador guarnición, Johann Heinrich Blum.
Respaldado por Simon van der Stel, Oldenland y Hartog invirtieron una enorme cantidad de trabajo en el Jardín de la empresa, convirtiéndolo en un interesante atractivo para los visitantes extranjeros. Oldenland también trabajó en una colección de epecímenes prensados y montados, incluyendo un catálogo de descripciones en latín.
Su muerte prematura en Ciudad del Cabo en 1697 suspendió toda su obra botánica. Su viuda se casó una vez más, con Hendrik Donker en 1700. Después de su muerte, la colección de Oldenland fue vista y admirada por muchos visitantes del Cabo, el primero en hablar de ella fue Peter Kolbe que se quedó en el cabo entre 1705-1713 y publicó un libro de este período en 1719 en Nuremberg titulado Caput Bonae Spei Hodiernum. En el libro que enumera las plantas autóctonas y exóticas que crecen allí, reconoce sus fuentes como de Hartog y del Herbarium vivum de Oldenland. Un Herbarium vivum era una compilación de plantas útiles prensadas, como las que tienen, por ejemplo, buena madera, frutos comestibles, tubérculos y bulbos, a menudo adornados con pinturas y dibujos, o firmó impresiones de hojas o flores. François Valentijn, un ministro holandés e historiador, visitó el Cabo en cuatro ocasiones entre 1685 y 1714, y escribió que vio 13 o 14 volúmenes con abundantes notas en latín en cada planta. Él también registró que los especímenes eran inusualmente atractivos, excepcionalmente bien secos y montados por expertos.
Donker finalmente envió los volúmenes a Holanda, y por último entraron en la posesión de Johannes Burman, entonces profesor de botánica en la Universidad de Ámsterdam, que se basó en la colección por su Thesaurus zeylanicus. A su muerte pasaron a su hijo, Nicolaas Laurens Burman, que también le sucedió como profesor de botánica. Nicolaas visitó a Linnaeus, llevándole una gran colección de plantas del Cabo, incluidos los volúmenes de Oldenland. Linneo se refiere a la obra de Oldenland en sus escritos, señalando que Oldenland fue el segundo botánico entrenado para recoger en el Cabo, el primero había sido Paul Hermann, el mentor de Oldenland.

## Honores

### Eponimia
- Género
- Oldenlandia L. en la familia Rubiaceae fue nombrado en su honor.

- La abreviatura «Oldenl.» se emplea para indicar a Henrik Bernard Oldenland como autoridad en la descripción y clasificación científica de los vegetales.[5]